# نبرد پترووارادین
نبرد پترووارادین که با نام جنگ پترواردین نیز شناخته می‌شود، در ۵ اوت ۱۷۱۶ و در طول جنگ‌های اتریش و ترکیه، زمانی رخ داد که ارتش عثمانی قلعه پترووارادین تحت کنترل هابسبورگ را در مرز نظامی پادشاهی هابسبورگ (نووی ساد، نوی ساد امروزی در صربستان) محاصره کرد. 

عثمانی‌ها تلاش کردند پترووارادین (به اصطلاح جبل الطارق رود دانوب) را تصرف کنند، اما شکست بزرگی را از ارتشی هم اندازه ارتش خود تجربه کردند که مشابه تجربه شکست سال ۱۶۹۷ در زنتا بود.

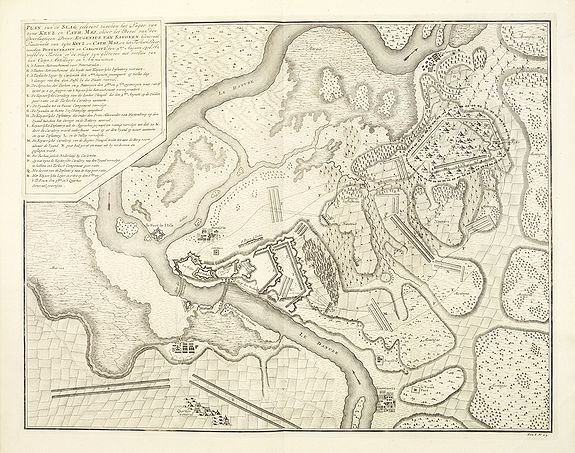
محل نبرد دو ارتش در ۱۷۱۶

وزیر بزرگ عثمانی، داماد علی پاشا در حد مرگ مجروح شد و ارتش عثمانی ۲۰۰۰۰ سرباز از دست داد و ۲۵۰ اسلحه گرم را به ارتش هابسبورگ به رهبری فیلد مارشال، شاهزاده یوجین ساوی، از دست داد.
اتریشی‌ها این پیروزی را با لشکرکشی به بنات و تسخیر تمشوار، آخرین قلعه ترک‌ها در مجارستان، و به دنبال آن بلگراد، تثبیت کردند. 